# Église Saint-Lambert de Goé
L'église Saint-Lambert est une église catholique située à Goé dans la  commune de Limbourg, dans la province de Liège en Belgique. Elle possède un des onze clochers tors recensés en Belgique. L’église est classée depuis le 30 décembre 1933.

## Situation
L'église est située le long de la rue de l'Église à Goé. Elle jouxte le cimetière placé au nord et à l'est et est entourée d'un mur essentiellement constitué de pierre calcaire..

## Historique
Un oratoire existait sur ce site en 1145. Il a été remplacé par l'édifice actuel construit en style gothique flamboyant au cours du XVe siècle ou au début du XVIe siècle. L'église a été restaurée ou remaniée notamment de 1715 à 1722, en 1762, 1817, 1863, 1876 et 1910.

## Le clocher tors
La tour carrée est surmontée d'une fine flèche torse octogonale en ardoises qui tourne très légèrement  de gauche à droite mais surtout penche de manière importante, dans sa partie supérieure. Cette inclinaison semble être due à un manque de pièces raidisseuses au niveau des enrayures. La flèche est surmontée d'un épi en fer forgé et d'un coq en girouette.

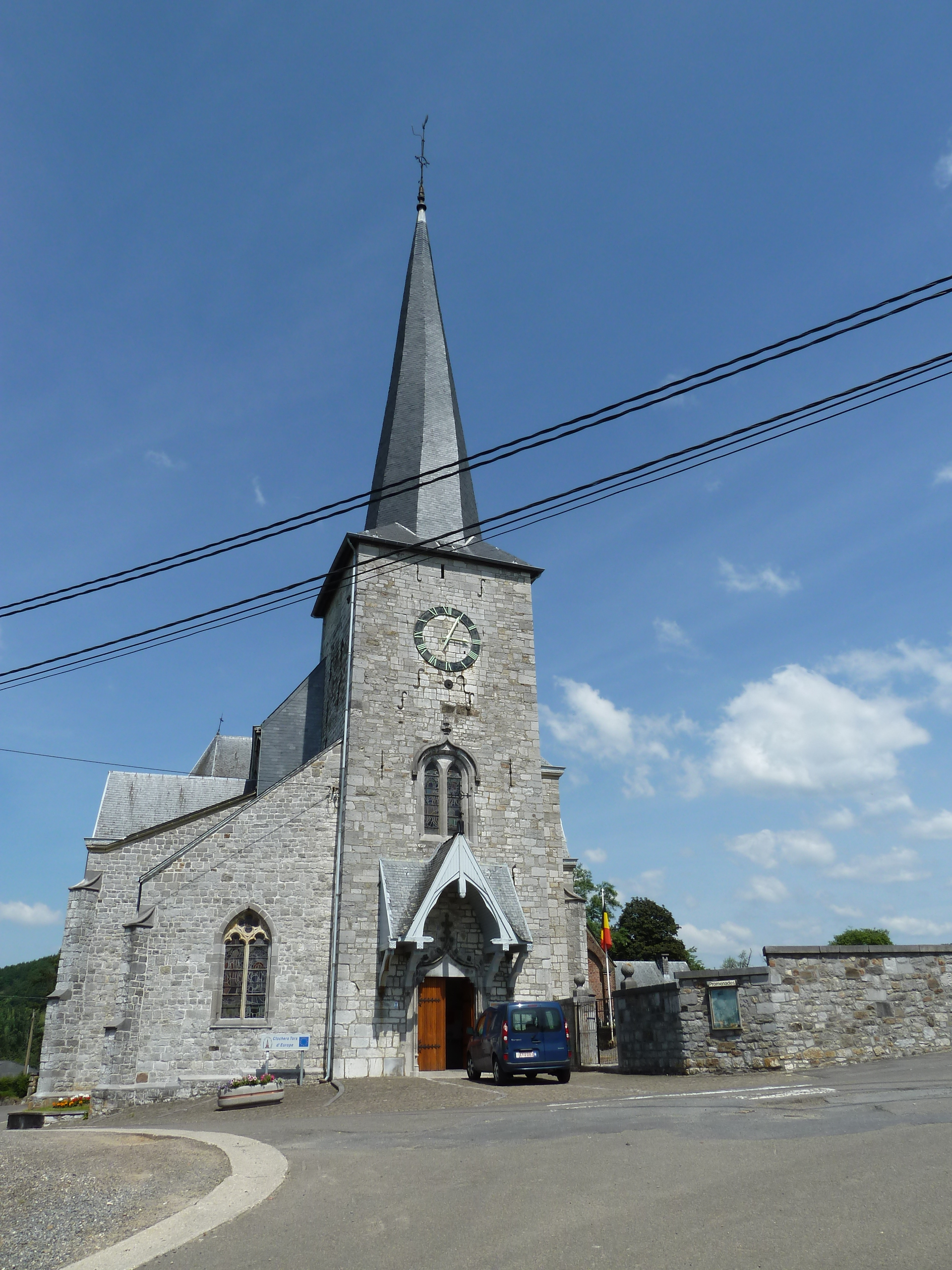
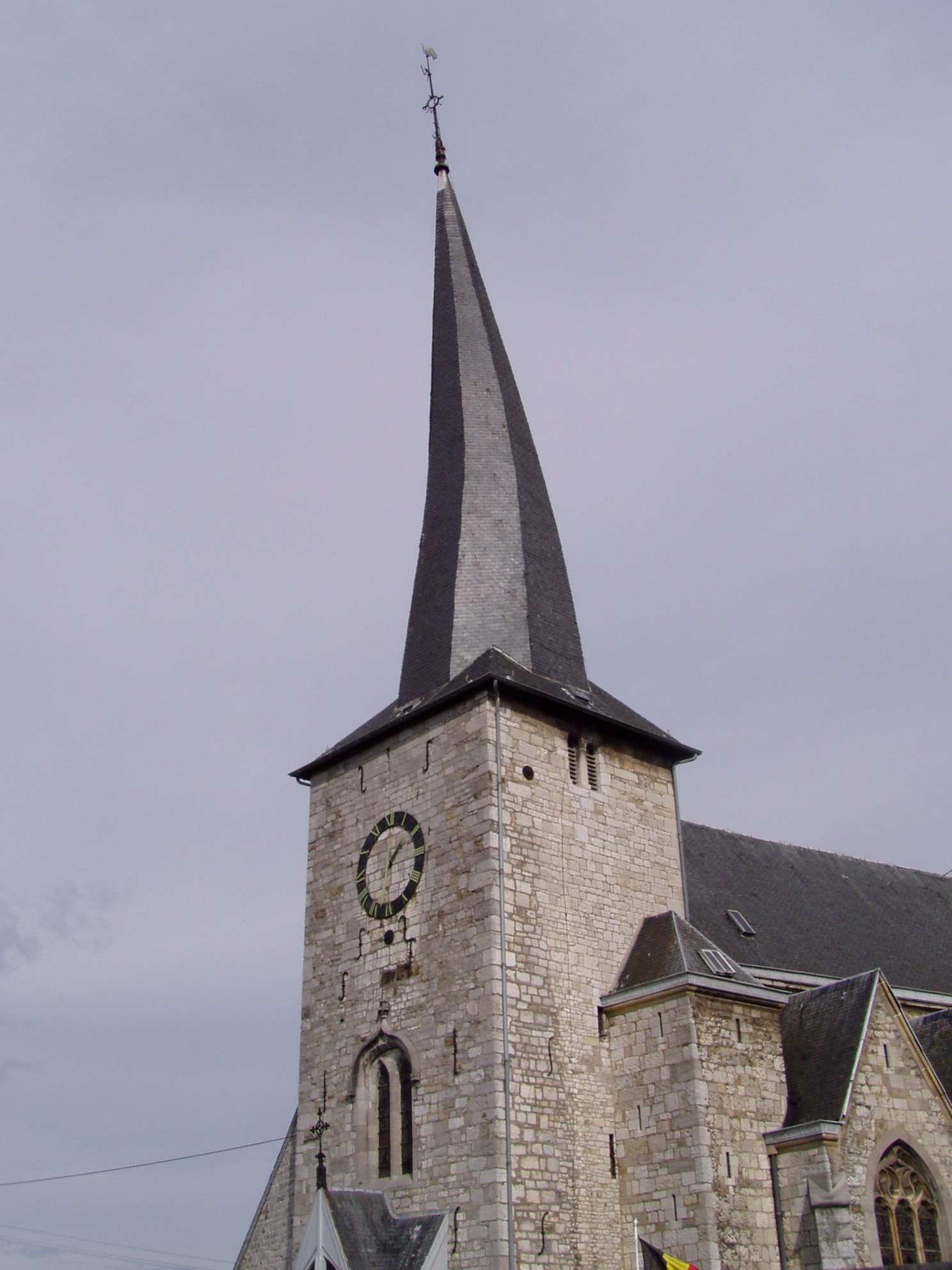